# پرل هاربر (فیلم)
پرل هاربر (به انگلیسی: Pearl Harbor) فیلمی در ژانر جنگی، اکشن و درام آمریکایی به کارگردانی مایکل بی و نویسندگی رندل والاس محصول سال ۲۰۰۱ است. در این فیلم بازیگرانی همچون بن افلک، جاش هارتنت، کیت بکینسیل، کوبا گودینگ جونیور، تام سایزمور، جان ویت، کلم فیور و الک بالدوین ایفای نقش می‌کنند. پرل هاربر توسط بوئنا ویستا پیکچرز در ۲۵ مه ۲۰۰۱ در ایالات متحده به نمایش درآمد.
این فیلم به بازگویی دراماتیک یورش بلیتس، حمله به پرل هاربر توسط کشور ژاپن، و در قبال آن بمباران راهبردی پایتخت ژاپن، توکیو توسط ایالات متحده می‌پردازد. با وجود اینکه فیلم به‌طور کلی با انتقادهای منفی منقدین مواجه شد، اما موفقیت بزرگی در فروش گیشه به‌دست‌آورد و به فروشی جهانی معادل ۴۵۰ میلیون دلار دست یافت. پرل هاربر نامزد دریافت جایزه اسکار در چهار رشته مختلف شد که در این بین توانست جایزه بهترین تدوین صدا را دریافت کند. از طرف دیگر این فیلم نامزد دریافت جایزه تمشک طلایی در شش رشته مختلف، از جمله بدترین فیلم شد.